# Tuao, Cagayan
Tuao là một đô thị hạng 1 ở tỉnh Cagayan, Philippines. Theo điều tra dân số năm 2000, đô thị này có dân số 53,536 người trong 10,390 hộ. Municipal Thị trưởng William N. Mamba.

## Các khu phố (barangay)
Tuao được chia thành 32 khu phố (barangay).
| - Accusilian - Alabiao - Alabug - Angang - Bagumbayan - Barancuag - Battung - Bicok - Bugnay - Balagao - Cagumitan - Cato - Culong - Dagupan - Fugu - Lakambini | - Lallayug - Malumin - Mambacag - San Vicente (Maleg) - Mungo - Naruangan - Palca - Pata - San Juan - San Luis (Gurengad) - Santo Tomas - Taribubu - Villa Laida - Poblacion I (Ward I Centro) - Poblacion II (Ward II Centro) - Malalinta |